# Portia (hold)
A Portia az Uránusz hetedik holdja. A legtöbb Uránusz-holdhoz hasonlóan a Voyager–2 szonda fedezte fel 1986-ban. Nevét William Shakespeare A velencei kalmár című művének alakjáról kapta.

## Fizikai tulajdonságai
Távolsága az Uránusz középpontjától kb. 66 000 km, átmérője pedig 135 km, amivel a Puck után a második legnagyobb olyan Uránusz-hold, melyet a Voyager-2 fedezett fel.

## Külső hivatkozások
- A Portia a NASA oldalán
- Az Uránusz holdjai, Scott S. Sheppard